# Prionomastix morio
Prionomastix morio är en stekelart som först beskrevs av Johan Wilhelm Dalman 1820.  Prionomastix morio ingår i släktet Prionomastix och familjen sköldlussteklar. Enligt den finländska rödlistan är arten nationellt utdöd i Finland. Arten är reproducerande i Sverige. Artens livsmiljö är friska och lundartade moar. Inga underarter finns listade i Catalogue of Life.